# Trypanosoma heteropneusti
Trypanosoma heteropneusti – kinetoplastyd z rodziny świdrowców należący do królestwa protista.
Pasożytuje w osoczu krwi ryb - suma indyjskiego (Heteropneustes fossilis). Jest kształtu wydłużonego. Posiada jedną wić. Błona falująca dobrze rozwinięta.
Występuje na terenie Azji.